# Primera Presidencia (Santos de los Últimos Días)
La Primera Presidencia, también llamado el Cuórum de la Presidencia de la Iglesia o simplemente la Presidencia, es el cuerpo gobernante presidente de la Iglesia de Jesucristo de los Santos de los Últimos Días (Iglesia SUD). Está compuesto del presidente de la Iglesia y sus consejeros. La Primera Presidencia actualmente consta de Russell M. Nelson y sus dos consejeros: Dallin H. Oaks y Henry B. Eyring.

## Membresía
La Primera Presidencia está compuesta del presidente de la Iglesia y sus consejeros. Históricamente, y como mandado por las escrituras de la iglesia, la Primera Presidencia ha sido compuesta del presidente y dos consejeros, pero las circunstancias ocasionalmente han requerido consejeros adicionales (por ejemplo, David O. McKay tuvo cinco durante los años finales de su presidencia, y en un tiempo, Brigham Young tuvo ocho).
Los consejeros tienen que ser sumos sacerdotes y normalmente son escogidos de entre los miembros del Cuórum de los Doce Apóstoles, pero ha habido un número de excepciones de miembros del Obispado Presidente de la Iglesia, o miembros normales de la iglesia para ser consejeros. Cualquier sumo sacerdote de la iglesia es elegible de ser llamado como consejero en la Primera Presidencia. También ha habido unos cuantos casos de consejeros ser ordenados a un oficio del sacerdocio de apóstol y llegando a ser miembros del Cuórum de los Doce después de que ya habían sido apartados como consejeros en la Primera Presidencia, como J. Reuben Clark. Ha habido otros casos cuando consejeros ha sido ordenados al oficio de apóstol pero no ser apartado como miembro del Cuórum de los Doce, como Alvin R. Dyer. Otros consejeros en la Primera Presidencia nunca fueron ordenados al oficio de apóstol, como Charles W. Nibley Y John R. Winder. Si o no un consejero es un apóstol, todos los miembros de la Primera Presidencia están sostenidos por la iglesia como profetas, videntes, y reveladores.
Consejeros son formalmente designados como "Primer Consejero en la Primera Presidencia" y "Segundo Consejero en la Primera Presidencia". Consejeros adicionales han sido designados en maneras diferentes, incluyendo "Tercer Consejero en la Primera Presidencia" (como Hugh B. Brown), "Consejero Ayudante al Presidente" (como John Willard Young), y simplemente "Consejero en la Primera Presidencia" (como Thorpe B. Isaacson).
Consejeros sirven en la Primera Presidencia hasta su muerte, hasta la muerte del presidente de la iglesia quién les llamó, o hasta que están relevados por el presidente de iglesia. La muerte de un presidente de la iglesia disuelve la Primera Presidencia, y deja el Presidente del Quórum de los Doce Apóstoles como el líder mayor de la iglesia. La muerte o relevo de un consejero no disuelve la Primera Presidencia.
A menudo, los consejeros supervivientes del presidente muerto serán llamados como consejeros en la nueva Primera Presidencia. Después de la muerte o relevo de un primer consejero, el segundo consejero normalmente tiene su lugar, y un nuevo segundo consejero está llamado. Aunque es bastante común, no hay reglas específicas sobre tales prácticas, y cada presidente es libre de escoger los consejeros que prefiere.

### Los títulos de los miembros
Como el presidente de iglesia y presidente del Cuórum de los Doce Apóstoles, los consejeros en la Primera Presidencia están dados el título de "presidente".

### La extracción
Un miembro podría ser sacado por el presidente actual en cualquier tiempo o si es disciplinado por el Consejo Común de la Iglesia, aunque ambas acciones son raras y extracción para la disciplina no ha pasado desde los días tempranos de la iglesia.

## Deberes
La Primera Presidencia es el quórum del sacerdocio más alto de la iglesia. Los consejeros ayudan al presidente de la iglesia y trabajan estrechamente con él en guiar la iglesia entera y llevar a cabo los deberes del presidente de la iglesia. La Primera Presidencia tiene la autoridad teórica para hacer la decisión final por casi todos los asuntos que podría afectar la iglesia o sus operaciones, pero en práctica, la Primera Presidencia ha delegado mucho de su poder de hacer decisiones a los miembros del Cuórum de los Doce Apóstoles, los Setenta, el Obispado Presidente y líderes locales de la iglesia. No obstante, la Primera Presidencia ha retenido su poder de hacer decisiones en un número de áreas significativas y puede, en cualquier tiempo, escoge a rechazar las decisiones de un cuórum o autoridad menor.
En el caso de un presidente enfermo, sus consejeros pueden ser llamados a para actuar en más de los deberes de la Primera Presidencia que normalmente sería actuado por el presidente. Si  están necesitados, cualquier número de consejeros adicionales pueden ser llamados para asistirles, pero el presidente de la iglesia queda como la única persona autorizada para utilizar todas las llaves del sacerdocio. Todos los miembros de la Primera Presidencia están sostenidos por la membresía de la iglesia como profetas, videntes, y reveladores y dados las llaves del reino cuándo son ordenados como un apóstol.
Todos los miembros de la Primera Presidencia también son miembros del Consejo del Disposición de los Diezmos de la iglesia, el cual determina cómo los fondos de los diezmos de la iglesia están gastados.

## Miembros de la Primera Presidencia quiénes no fueron apóstoles
No hay ningún requisito que los consejeros en la Primera Presidencia sean apóstoles de la iglesia. Los siguientes hombres sirvieron como consejero en la Primera Presidencia durante los años indicados y nunca fueron ordenados al oficio del sacerdocio de apóstol. Por ejemplo, J. Reuben Clark no fue un apóstol cuándo llegó a ser el segundo consejero en la Primera Presidencia el 6 de abril de 1933, pero un año y un medio más tarde, fue ordenado como apóstol y llegó a ser miembro del Cuórum de Doce Apóstoles para un día, el 11 de octubre de 1934.
- Sidney Rigdon (1832–44)
- Jesse Gause (1832–33)
- Frederick G. Williams (1833–37)
- John Smith (1837–44)
- Joseph Smith Sr. (1837–40)
- William Ley (1841–44)
- John C. Bennett (1841–42)
- John R. Winder (1901–10)
- Charles W. Nibley (1925–31)
- Thorpe B. Isaacson (1965–70)

## Consejeros en la Primera Presidencia que no fueron retenidos durante la reorganización
- John Smith, Consejero Ayudante a Joseph Smith, no retenido como consejero por Brigham Young
- Amasa M. Lyman, Consejero Ayudante a Joseph Smith, no retenido como consejero por Brigham Young
- John Willard Young, Primero Consejero a Brigham Young, no retenido como consejero por John Taylor
- Daniel H. Wells, Segundo Consejero a Brigham Young, no retenido como consejero por John Taylor
- Brigham Young Jr., Lorenzo Snow, y Albert Carrington, Consejeros Ayudantes a Brigham Young, no retenido como consejeros por John Taylor
- Rudger Clawson, llamado como Segundo Consejero a Lorenzo Snow, no retenido como consejero por Joseph F. Smith
- Hugh B. Brown, Primero Consejero a David O. McKay, no retenido como consejero por Joseph Fielding Smith
- Thorpe B. Isaacson y Alvin R. Dyer, Consejeros a David O. McKay, no retenido como consejeros por Joseph Fielding Smith
- Marion G. Romney, Primero Consejero a Spencer W. Kimball, no retenido como consejero por Ezra Taft Benson
- Dieter F. Uchtdorf, Segundo Consejero a Thomas S. Monson, no retenido como consejero por Russell M. Nelson

## Secretario a la Primera Presidencia
La iglesia emplea un secretario para asistir a la Primera Presidencia en sus deberes administrativos. La posición es una posición pagada y el titular no es un miembro de la Primera Presidencia o una autoridad general de la iglesia. Aun así, es común para cartas de la oficina de la Primera Presidencia a individuales privados para tener la firma del secretario, y no la de los miembros de la Primera Presidencia.
La Primera Presidencia también emplea vicesecretarios y secretarios de prensa. Cuándo David O. McKay se convirtió en Presidente de la Iglesia en 1951, continúe con su secretario personal de hace mucho tiempo, Clare Middlemiss, y movió el secretario existente, Joseph Anderson, al nuevamente-creado oficina de la Primera Presidencia. D. Arthur Haycock también sirvió como secretario personal a varios presidentes de iglesia en el siglo XX.

### Lista de secretarios
- George W. Robinson (1838–40)
- George Reynolds (1865–1909)
- George F. Gibbs (1909–22)
- Joseph Anderson (1922–70)
- Francis M. Gibbons (1970–86)
- F. Michael Watson (1986–2008)
- Brook P. Hales  (2008–)